# کولد اسپرینگز (نوادا)
کولد اسپرینگز، نوادا (به انگلیسی: Cold Springs, Nevada) یک سکونتگاه مسکونی در ایالات متحده آمریکا است که در نوادا واقع شده‌است.

## خصوصیات
کولد اسپرینگز ۲۲٫۷ کیلومترمربع مساحت و ۸٬۵۴۴ نفر جمعیت دارد و ۱٬۵۴۲ متر بالاتر از سطح دریا واقع شده‌است.